# Schaár Erzsébet
Schaár Erzsébet (Budafok, 1908. július 27. – Budapest, 1975. augusztus 29.) szobrász, Munkácsy Mihály-díjas (1962), érdemes művész (1972). 

## Pályafutása
Mestere Kisfaludi Strobl Zsigmond volt. 1932-ben elnyerte a fiatal művészek Szinyei-díját. 1935-ben férjhez ment Vilt Tibor szobrászművészhez.
Első önálló kiállítása 1932-ben volt Budapesten. Először portréival keltett figyelmet a szakma és a műértő közönség körében. Jelentőségét korán fölfedezte Ferenczy Béni is. 
A 40-es években kisméretű fa reliefeket, a 60-as években térbe ékelődő – némileg Giacometti szobraihoz hasonló – figurákat alkotott. Ugyanakkor számos fekvő alakot is mintázott: ágyban fekvő nőalakokat, szerelmespárokat, halott katonákat. Építészeti elemek is foglalkoztatni kezdték; ekkortól alkalmazta a könnyű hungarocellt, amelyből – mint késsel vágható, könnyen fűrészelhető anyagból – már életnagyságú tereket hozott létre. Ezekben a terekben az enteriőr és figura kapcsolata komplett, végleges egységben jelent meg.
1970-ben a Műcsarnokban életmű-kiállítása volt, majd két évvel később Antwerpenben és Genfben állított ki. 1977-ben a duisburgi Wilhelm Lehmbruck Múzeum emlékezett meg róla. 
Számos köztéri szobra áll Budapesten, Kecskeméten, Miskolcon, Pécsett, Tihanyban és másutt. Hagyatékának jó része a székesfehérvári Szent István Király Múzeumban van.

## Az Utca
1974-ben Székesfehérváron mutatta be az eredetileg hungarocellből készült Utcát, amelynek falai között, ablakai mögött korábbi művei is megjelentek: tudósokról, politikusokról, művészekről készített portréi. Az Utca más változata egy évvel később Luzernben jelent meg. A mű 1985–91 folyamán időtállóbb gipszből is elkészült, mely fölé Janáky István tervei szerint védőépületet emeltek a pécsi Káptalan utcában.